# 大連路駅 (合肥市)
大連路駅（だいれんろえき）は、中華人民共和国安徽省合肥市包河区河北路と大連路の交差点に位置する合肥軌道交通5号線の駅。

## 歴史
- 2020年12月26日：開業[1]。

## 駅構造
島式ホーム1面2線を有する地下駅。

### のりば
案内上ののりば番号は設定されていない。
| 路線    | 方向 | 行先                 |
| ------- | ---- | -------------------- |
| ■ 5号線 | 北行 | 合肥南駅・汲橋路方面 |
| ■ 5号線 | 南行 | 貴陽路方面           |

## 駅周辺
- 徽商総部広場
- 豊原薬業
- 国家城市能源計量中心(安徽)
- 安達科技業産園

## 隣の駅
合肥軌道交通
■ 5号線
包河苑駅 - 大連路駅 - 花園大道駅